# Prosoplus seriemaculatus
Prosoplus seriemaculatus là một loài bọ cánh cứng trong họ Cerambycidae.